# Ainbai jezik
Ainbai jezik (ISO 639-3: aic), jedan od petnaest border jezika, uže skupine bewani, kojim govori svega 100 ljudi (2003 SIL) u provinciji Sandaun u Papui Novoj Gvineji.
Prema starijoj klasifikaciji porodica border sa svojih petnaest jezika (uključujući i Ainbai) bila je dio transnovogvinejske porodice.
Ainbai se govori u dva sela što se nalaze južno od postaje Bewani, na području distrikta Vanimo.

## Vanjske poveznice
- Ethnologue (14th)
- Ethnologue (15th)